# مجلس السوفيت الأعلى لروسيا
مجلس السوفيت الأعلى لروسيا الاتحادية الاشتراكية السوفيتية ( (بالروسية: Верховный Совет РСФСР)‏ ، Verkhovny Sovet RSFSR ) ، الاتحاد السوفيتي الأعلى لاحقًا للاتحاد الروسي ( (بالروسية: Верховный Совет Российской Федерации)‏ كان Verkhovny Sovet Rossiyskoy Federatsii) المؤسسة الحكومية العليا السوفيتية لروسيا الاتحادية الاشتراكية في 1938-1990. في 1990-1993 ، كان برلمانًا دائمًا ينتخبه مجلس نواب الشعب في الاتحاد الروسي ).
تأسس مجلس السوفيت الأعلى لروسيا الاتحادية الاشتراكية السوفيتية كهيكل مماثل للسوفيت الأعلى لاتحاد الجمهوريات الاشتراكية السوفيتية في عام 1938 ، بدلاً من اللجنة التنفيذية المركزية لعموم روسيا (VTsIK) كأعلى جهاز في روسيا.
في الأربعينيات من القرن الماضي، كانت رئاسة مجلس السوفيت الأعلى ومجلس وزراء روسيا الاتحادية الاشتراكية السوفيتية تقع في القصر السابق للتهم أوسترمان (شارع Delegatskaya ، 3) ،  والذي تم تسليمه لاحقًا في عام 1991 للمتحف. تم عقد الجلسات في قصر Grand Kremlin Palace . في عام 1981 تم نقل السوفيت الأعلى إلى مبنى شيد خصيصًا على جسر كراسنوبرينسنكايا، بيت السوفيت .
تم إلغاء مجلس السوفيت الأعلى في أكتوبر 1993 (بعد أحداث الأزمة الدستورية في روسيا عام 1993 ) واستعيض عنها بالجمعية الفيدرالية لروسيا (التي تتكون من مجلس الاتحاد الروسي ومجلس الدوما ) ، والتي تكون سلطاتها أضعف من سلطات المجلس الأعلى.

## 1938-1990
رئيس مجلس السوفيت الأعلى لجمهورية روسيا الاتحادية الاشتراكية السوفيتية لانتخاب رئاسة مجلس السوفيت الأعلى
- أندريه تشدانوف (15-19 يوليو 1938)

### رئيس هيئة رئاسة مجلس السوفيت الأعلى لروسيا الاتحادية الاشتراكية السوفيتية
قبل عام 1990 مارس الزعيم القانوني للاتحاد الروسي ورئيس هيئة رئاسة مجلس السوفيت الأعلى لروسيا الاتحادية الاشتراكية السوفيتية صلاحيات اسمية فقط. على عكس الجمهوريات السوفيتية الأخرى في الاتحاد السوفيتي، لم يكن لدى روسيا الاتحادية الاشتراكية السوفيتية الحزب الشيوعي الخاص بها ولم يكن لديها أول وزراء لها (والتي في الجمهوريات الأخرى مستقلة نسبياً عن السلطة) حتى عام 1990.
رئيس هيئة رئاسة مجلس السوفيت الأعلى لروسيا الاتحادية الاشتراكية السوفيتية
| اسم                                                              | فترة                             |
| ---------------------------------------------------------------- | -------------------------------- |
| أليكسي Badaev                                                    | 19 يوليو 1938 - 4 مارس 1944      |
| إيفان فلاسوف (القائم بأعمال رئيس هيئة رئاسة مجلس السوفيت الأعلى) | 9 أبريل 1943 - 4 مارس 1944       |
| نيكولاي شفيرنيك                                                  | 4 مارس 1944 - 25 يونيو 1946      |
| إيفان فلاسوف                                                     | 25 يونيو 1946 - 7 يوليو 1950     |
| ميخائيل تاراسوف                                                  | 7 يوليو 1950 - 16 أبريل 1959     |
| نيكولاي إجناتوف                                                  | 16 أبريل - 26 نوفمبر 1959        |
| نيكولاي أورجانوف                                                 | 26 نوفمبر 1959 - 20 ديسمبر 1962  |
| نيكولاي إجناتوف                                                  | 20 ديسمبر 1962 - 14 نوفمبر 1966) |
| المنصب شاغر (واجبات نائب الرئيس: تيموفي أخازوف وبيوتر سيسوييف )  | 14 نوفمبر - 23 ديسمبر 1966       |
| ميخائيل ياسنوف                                                   | 23 ديسمبر 1966 - 26 مارس 1985    |
| فلاديمير أورلوف                                                  | 26 مارس 1985 - 3 أكتوبر 1988     |
| فيتالي فوروتنيكوف                                                | 3 أكتوبر 1988 - 29 مايو 1990     |

رئيس مجلس السوفيت الأعلى لروسيا الاتحادية الاشتراكية السوفيتية في 1938-1990
| اسم                     | فترة                                      |
| ----------------------- | ----------------------------------------- |
| أندريه تشدانوف          | 15 يوليو 1938 - 20 يونيو 1947             |
| ميخائيل تاراسوف         | 20 يونيو 1947 - 14 مارس 1951              |
| ليونيد سولوفيف          | 14 مارس 1951 - 23 مارس 1955               |
| إيفان جوروشكين          | 23 مارس 1955 - 15 أبريل 1959              |
| فاسيلي بروكوروف         | 15 أبريل 1959 - 4 أبريل 1963              |
| فاسيلي كريستانينوف      | 4 أبريل 1963 - 11 أبريل 1967              |
| ميخائيل Millionshchikov | 11 أبريل 1967 - 27 مايو 1973              |
| فلاديمير كوتيلنيكوف     | 30 يوليو 1973 - 25 مارس 1980              |
| نيكولاي جريباشيف        | 25 آذار / مارس 1980 - 16 أيار / مايو 1990 |

## 1990-1993
بعد اعتماد التعديلات على دستور روسيا الاتحادية الاشتراكية السوفيتية في أكتوبر 1989 ، وتم إلغاء منصب رئيس هيئة رئاسة مجلس السوفيت الأعلى، وانتقل منصب رئيس الدولة الروسية مباشرة إلى رئيس مجلس السوفيت الأعلى لل RSFSR في مايو 1990.
في الفترة من 1990 إلى 1993 ، كان مجلس السوفيت الأعلى يتألف من 252 نائبا في مجلسين متساويين - مجلس السوفيت في الجمهورية (الرئيس: فينيامين سوكولوف) وسوفيت الجنسيات (الرئيس: رمضان عبد اللطيبوف ). ومع ذلك، كان مجلس السوفيت الأعلى المكون من مجلسين اسمياً، لأن القرارات الرئيسية اتخذت كقرارات مشتركة وقرارات متزامنة لجميع الدوائر ؛ تم تقاسم العديد من اللجان التشريعية بين هذه الغرف. لم يعد وجود مجلس السوفيت الأعلى لروسيا بعد أحداث سبتمبر - أكتوبر 1993.
رؤساء مجلس السوفيت الأعلى لروسيا الاتحادية الاشتراكية السوفيتية / الاتحاد في 1990-1993
| اسم                       | فترة                                                |
| ------------------------- | --------------------------------------------------- |
| بوريس يلتسين              | 29 مايو 1990 - 10 يوليو 1991                        |
| رسلان خاسبلاتوف (التمثيل) | 10 تموز / يوليه 1991 - 29 تشرين الأول / أكتوبر 1991 |
| رسلان خاسبلاتوف           | 29 أكتوبر 1991 - 4 أكتوبر 1993                      |

النائب الأول لرئيس مجلس السوفيت الأعلى لروسيا الاتحادية الاشتراكية السوفيتية / الاتحاد 1990-1993
| اسم             | فترة                          |
| --------------- | ----------------------------- |
| رسلان خاسبلاتوف | 29 مايو 1990 - 10 يوليو 1991  |
| سيرجي فيلاتوف   | 1 نوفمبر 1991 - يناير 1993    |
| يوري فورونين    | من يناير 1993 إلى أكتوبر 1993 |